# Зубово (Псковский район)
Зу́бово  — деревня в Карамышевской волости Псковского района Псковской области России.
Расположена в 2 км к северо-западу от села Карамышево и в 20 км к востоку от Пскова.
| 2001 | 2002 | 2010 |
| ---- | ---- | ---- |
| 328  | ↘256 | ↘199 |